# The Ultimate Collection (The Who)
The Ultimate Collection is een verzamelalbum van de Britse rockband The Who. Het album bestaat uit twee cd's, met hierop zowel de grootste hitsingles als de hits van de andere albums. Alle nummers zijn geremasterd.

## Nummers
De originele versie van The Ultimate Collection bevatte een derde bonus-cd met zeldzame nummers. Desalniettemin zijn er slechts 15.000 exemplaren van deze driedubbel-cd uitgegeven.
(Alle nummers zijn geschreven door Pete Townshend, tenzij anders aangegeven.)
Cd 1
1. "I Can't Explain" – 2:05
2. "Anyway, Anyhow, Anywhere" – 2:41
3. "My Generation" – 3:19
4. "The Kids Are Alright" – 2:46
5. "A Legal Matter" – 2:48
6. "Substitute" – 3:48
7. "I'm a Boy" – 2:38
8. "Boris the Spider" – 2:28 (Entwistle)
9. "Happy Jack" – 2:11
10. "Pictures of Lily" – 2:45
11. "I Can See for Miles" – 4:07
12. "Call Me Lightning" – 2:21
13. "Magic Bus" – 3:22
14. "Pinball Wizard" – 3:01
15. "I'm Free" – 2:40
16. "See Me Feel Me" – 3:26
17. "The Seeker" – 3:12
18. "Summertime Blues" – 3:25 (Cochran)
19. "My Wife" – 3:35 (Entwistle)
20. "Baba O'Riley" – 5:01
21. "Bargain" – 5:35

Cd 2
1. "Behind Blue Eyes" – 3:42
2. "Won't Get Fooled Again" – 8:33
3. "Let's See Action" – 3:59
4. "Pure and Easy" – 5:22
5. "Join Together" – 4:22
6. "Long Live Rock" – 3:54
7. "The Real Me" – 3:34
8. "5:15" – 4:50
9. "Love, Reign o'er Me" – 5:51
10. "Squeeze Box" – 2:42
11. "Who are You" – 6:21
12. "Sister Disco" – 4:21
13. "You Better You Bet" – 5:37
14. "Eminence Front" – 5:37

Cd 3 (bonus-cd)
1. "Substitute" (zeldzame singleversie uit de VS)
2. "I'm A Boy" (eerdere versie)
3. "Happy Jack" (onuitgegeven akoestische versie)
4. "Magic Bus" (singleversie uit het VK)

Britse versie
1. "Had Enough" – 4:30
2. "Don't Let Go the Coat" – 3:44
3. "The Quiet One" – 3:09
4. "Another Tricky Day" – 4:55
5. "Athena" – 3:49